# O Dinheiro (peça)
O Dinheiro é uma peça teatral em dois atos escrita por Miguel M. Abrahão em 1976 e publicada, pela primeira vez, em 1983 no Brasil.

## Sinopse
O Dinheiro, peça escrita em 1976 - e depois revista em outras oportunidades pelo autor! – é a obra mais conhecida da dramaturgia de Miguel M. Abrahão. Combinando farsa, comédia e elementos policiais, a história gira em torno de uma família que, para receber a herança do finado tio Josafá Paranhos I, é enclausurada por doze anos em uma mansão retirada seguindo um testamento nada convencional. Cada personagem parece desenvolver um perfil patológico interessante ligado à coleções (seringas, taboas, homens, aranhas), ou à ideias fixas (como ETs ou personagens de filmes americanos famosos). Nas últimas semanas da clausura, a estranha família, por imposição dos advogados de Josafá, se vê obrigada a acolher o estagiário Alexandre Pousa. E, coincidentemente com sua chegada, mortes aparentemente acidentais começam a ocorrer na mansão, deixando a pergunta no ar: assassinatos ou fatalidades? 